# Lester Prairie (Minnesota)
Lester Prairie es una ciudad situada en el condado de McLeod, Minnesota, Estados Unidos. Tiene una población estimada, a mediados de 2023, de 1901 habitantes.

## Geografía
La localidad está ubicada en las coordenadas 44°53′00″N 94°02′13″O / 44.88333, -94.03694 (44.883322, -94.036998). Según la Oficina del Censo, tiene una superficie de 2.60 km², correspondientes en su totalidad a tierra firme.

## Demografía
Según el censo de 2020, en ese momento había 1894 personas residiendo en la localidad. La densidad de población era de 728.46 hab./km². El 84.1% de los habitantes eran blancos, el 0.5% eran afroamericanos, el 0.4% eran amerindios, el 0.5% eran asiáticos, el 0.1% era isleño del Pacífico, el 5.3 eran de otras razas y el 9.1% eran de una mezcla de razas. Del total de la población, el 14.0% eran hispanos o latinos de cualquier raza.